# Col·legi Lliure d'Emèrits
El Col·legi Lliure d'Emèrits Universitaris de Madrid és una fundació cultural sense ànim de lucre creada en 1986, quan es va promulgar a Espanya una llei, posteriorment reformada, que decretava la jubilació forçosa als 65 anys. Va néixer, per tant, amb la finalitat de recuperar a tots els professors que malgrat estar en plenitud de facultats havien de jubilar-se.
Avui dia ho integren més de quaranta professors (Miguel Artola Gallego, José Luis Pinillos, Eduardo García de Enterría…)
El president és Juan Torres Piñón, representant de Cartera Kairós en el patronat del Col·legi Lliure d'Emèrits. La fundació organitza conferències i seminaris que imparteixen els seus membres, principalment a Madrid, però també en altres ciutats que ho sol·liciten.

## Fundadors
- Rafael Anson Oliart
- Fernando Chueca Goitia
- Antonio Colino López
- José María Escondrillas Damborenea
- Álvaro García Lomas Sanchiz
- Manuel García Pelayo
- Manuel Gómez de Pablos
- Francisco Grande Covián
- Santiago Grisolía García
- Pedro Laín Entralgo
- Rafael Lapesa Melgar
- José Lladó Fernández-Urrutia
- Antonio López Fernández
- Julián Marías Aguilera
- Severo Ochoa de Albornoz
- José Luis Pinillos Díaz
- Rafael del Pino Moreno
- José Miguel de la Rica Basagoiti
- José Ángel Sánchez Asiaín
- Alberto Sols García
- Gregorio Varela Mosquera

## Patrons

### President
- Juan Torres Piñón

### Vicepresident 1r
- José Lladó Fernández-Urrutia

### Vicepresident 2n i President de la Comissió Cultural
- Miguel Aguiló

### Vocals
- David Álvarez Díez
- Eduardo García de Enterría
- Cristóbal Halffter Jiménez-Encina
- José Lladó Fernández Urrutia
- Rodolfo Martín Villa
- Carlos Sánchez del Río Sierra
- Rafael Spottorno Díaz-Caro
- Juan Torres Piñón
- Javier Gómez Navarro
- Carlos Vázquez Ruiz del Árbol
- Antonio García Ferrer
- Andrés Fernández de Albalat Lois
- Antonio Palomino Moreno-Manzano
- José Manuel Serrano Alberca
- Francisco de Bergia González
- Antonio Fernández Alba
- Olegario González de Cardedal
- Aurelio Menéndez Menéndez
- Antonio García Bellido